# 大别山鼩鼹
大别山鼩鼹（学名：Uropsilus dabieshanensis），一种分布于中国安徽西部大别山地区的小型哺乳动物，隶属于鼹科鼩鼹属。

## 形态特征
大别山鼩鼹头体长118.6～136.4毫米，尾长52.4～54.1毫米，重6.2～8.9克。背毛称深灰色或深棕色，浮毛深灰色，背腹色差不明显。尾巴背面黑色，腹面淡粉色。